# 알베르트 슈페어 (1934년)
알베르트 슈페어(독일어: Albert Speer, 1934년 7월 29일 ~ 2017년 9월 15일)는 독일의 건축가이자 도시계획가였다. 그는 제2차 세계 대전 동안 독일의 군수 및 전쟁 생산 장관직을 맡은, 아돌프 히틀러의 수석 건축가인 알베르트 슈페어의 아들이었다. 그의 할아버지인 알베르트 프리드리히 슈페어도 건축가였다.

## 경력
슈페어는 건축가가 되기로 한 자신의 결정이 그의 아버지와는 아무런 관련이 없다고 주장했다. 그는 건축보다는 도시 계획을 자신의 주요 영역으로 생각했다. 그는 1964년에 그의 첫 번째 국제적인 상을 받았고, 그리고 나서 그의 건축가 사무실을 열었다. 그는 사우디아라비아에서도 일했다. 1977년 라인란트팔츠주 카이저슬라우테른 대학교의 도시계획 교수가 되었다. 그의 회사는 2001년부터 상하이에 사무실을 가지고 있다.
1984년 프랑크푸르트암마인에 회사를 설립했다. 하노버에서 열린 2000년 엑스포의 디자인, 상하이 국제 자동차 도시의 디자인, 2008년 하계 올림픽의 리드 디자이너로 활동하면서 베이징의 중심축을 만들었다. 슈페어는 뮌헨의 2018년 동계 올림픽 유치와 2022년 FIFA 월드컵 유치에 참여한 건축 회사의 일원이었다.
그는 2017년 9월 15일 독일 프랑크푸르트암마인에서 자택에서 추락 후 수술을 받은 후 합병증으로 83세의 나이로 사망했다.

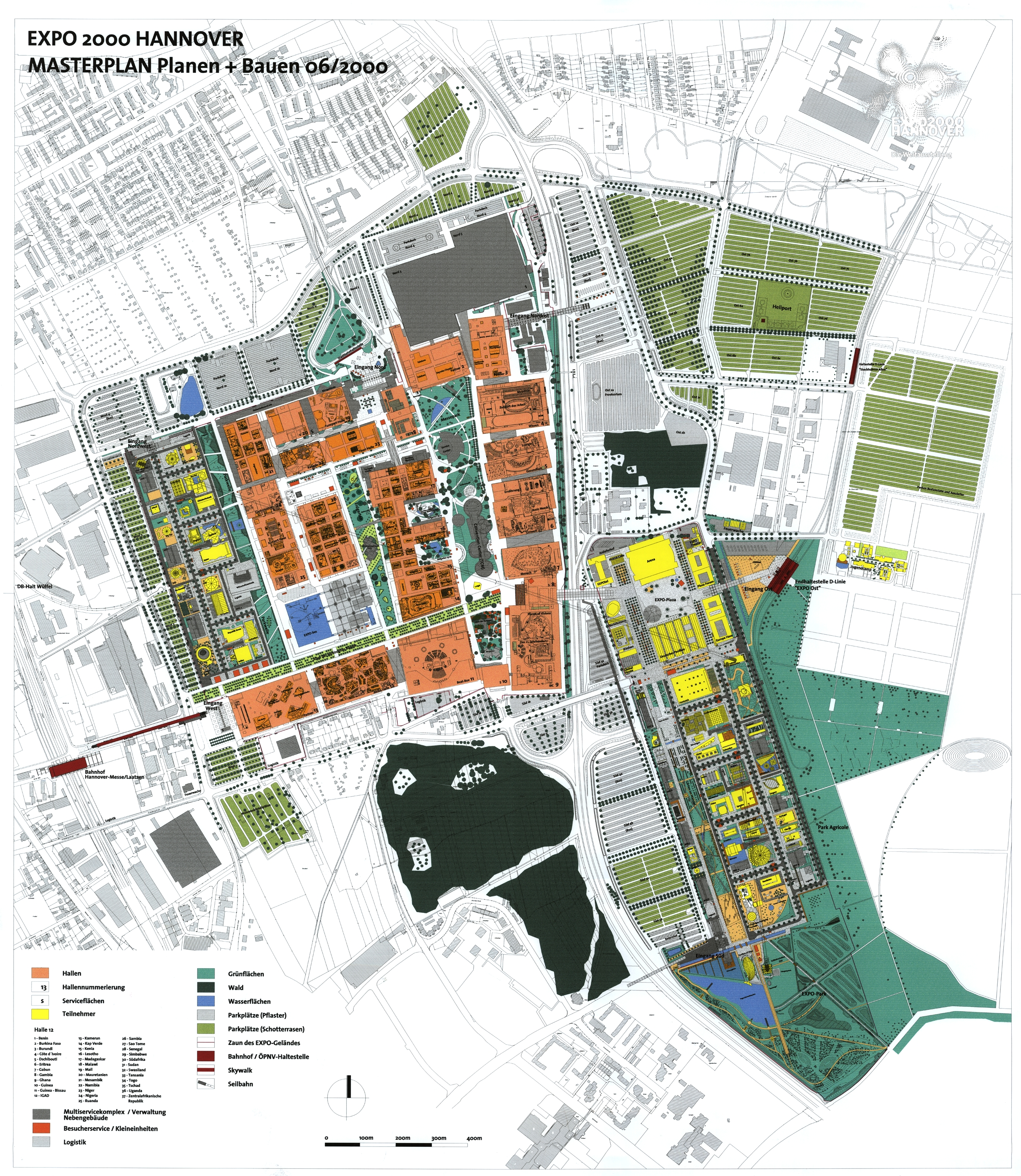
EXPO 2000 하노버 마스터플랜
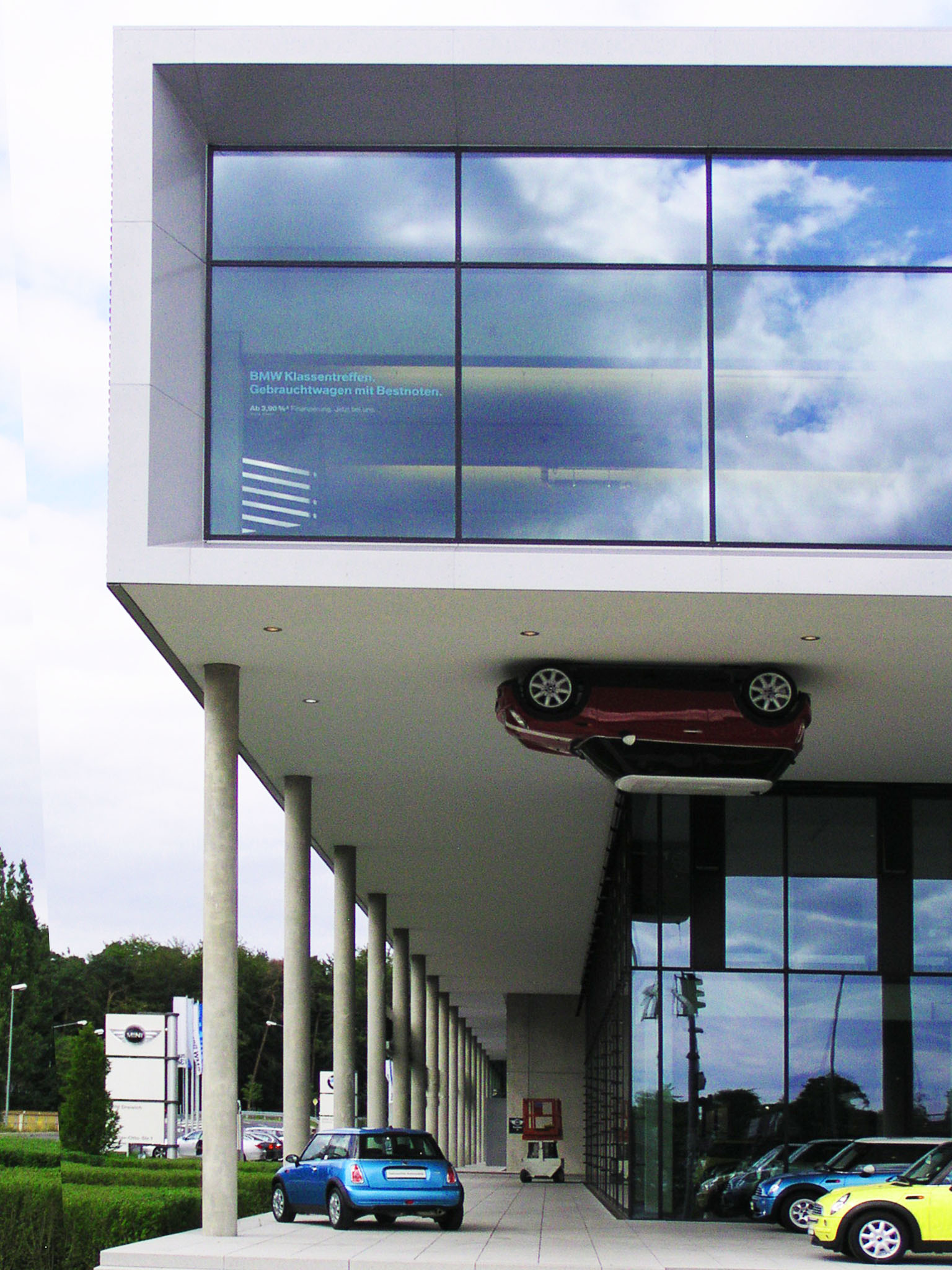
BMW 지사 드라이아이히
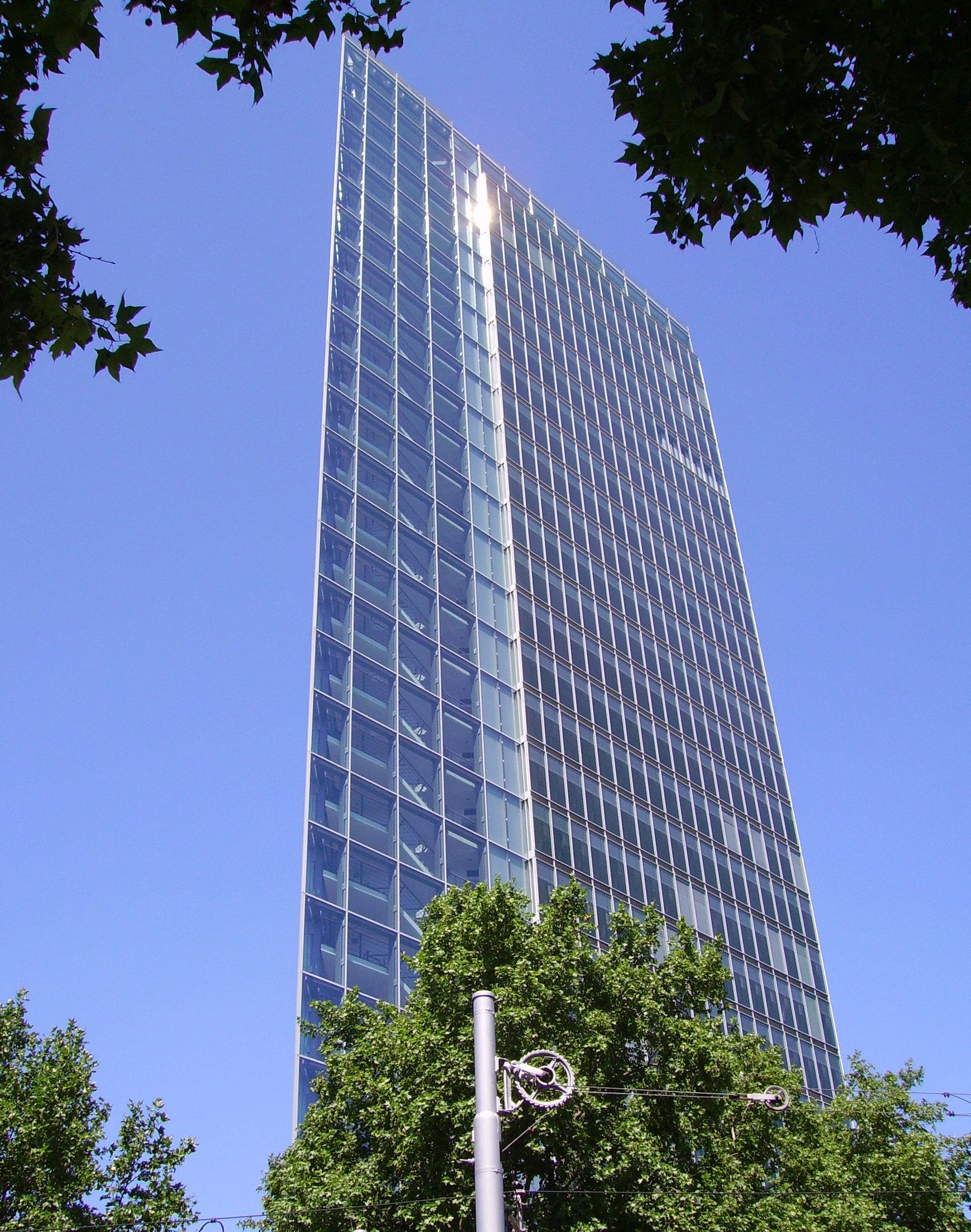
빅토리아 타워 만하임
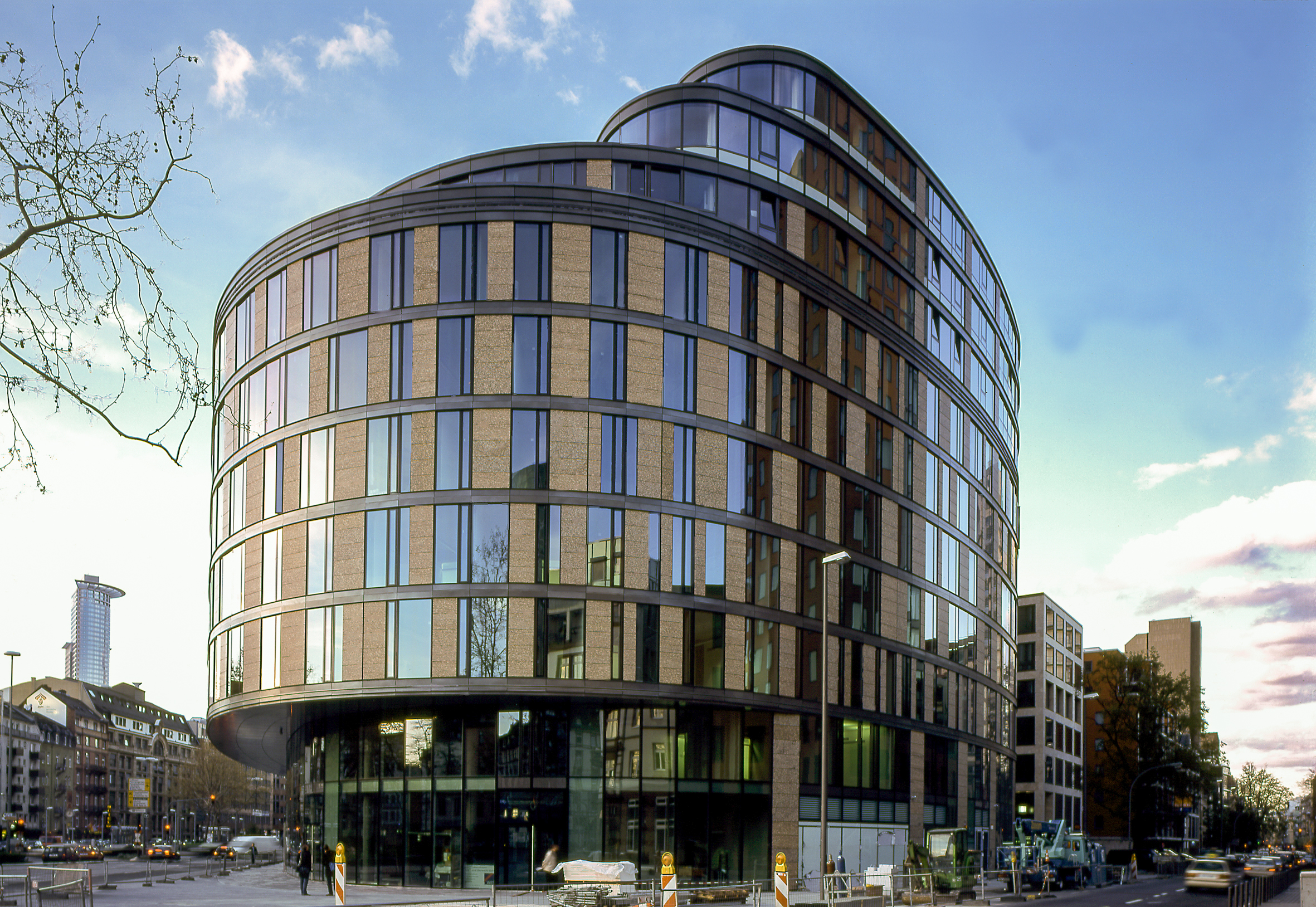
프랑크푸르트암마인의 타원형 암 바젤러 플라츠 건물
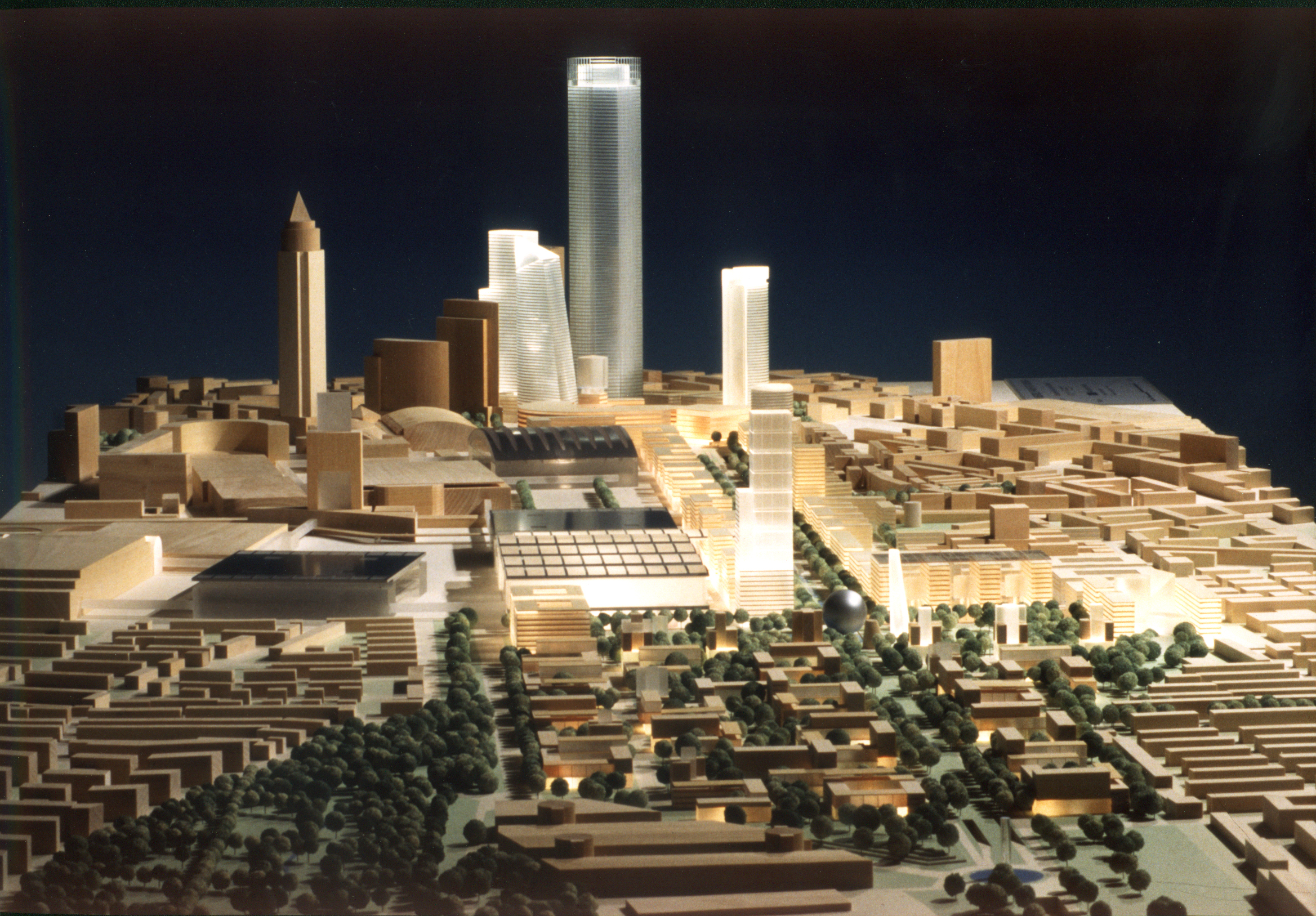
프랑크푸르트 암 마인의 유로파피르텔(모델)

## 아버지와의 관계
구드룬 힘러와 에다 괴링과 같은 나치 관료들의 다른 자녀들과 마찬가지로 슈페어는 아버지의 악명에 대한 주제에 접근해야 했다. 부르비츠가 아버지의 모습을 되찾기 위해 노력했고 괴링은 이에 대해 말하는 것을 피하기 위해 최선을 다했지만, 슈페어는 "자신을 아버지로부터 떼어놓기 위해 평생 노력했다"고 말했다. 그는 부모의 잘못을 인정한 몇 안 되는 나치 지도자의 자녀 중 한 명으로 인정받고 있다. 슈페어는 어린 시절 그의 아버지가 "당신의 숙제를 검토하는 그런 아버지가 아니었다"며 부주의와 가벼운 태만을 언급했지만, 히틀러는 "나의 유치한 관점에서 볼 때 좋은 삼촌이었다"고 말했다." 그는 그의 아버지를 미워하지 않았고 그를 "오늘날 사람들이 생각하는 것보다 훨씬 더 현대적인, 훌륭한 건축가"라고 생각했다고 말했다.